# Untreusee
Der Untreusee ist ein Stausee im Süden der Stadt Hof in Bayern. Der See dient hauptsächlich dem Tourismus und der Naherholung. Der Hochwasserschutz im Winter und die Niedrigwasseraufhöhung im Herbst für die Saale spielen eine Nebenrolle. Betreiber ist die Stadt Hof. Seinen Namen hat der Untreusee von der zuvor auch Untreubach genannten Ölsnitz, die ihn speist.

## Geschichte und Namensgebung

Lageplan des Untreusees

Der Untreusee liegt im Süden des Stadtgebiets auf 500 m ü. NHN und gehört zum Stadtteil Eppenreuth, im Norden grenzen die Hofer Stadtteile Krötenbruck und Moschendorf an, im Südwesten liegt Oberkotzau.
Der Bau der Sperrmauer begann im April 1976, im Juni 1978 konnte Richtfest gefeiert werden. Der offizielle Name der Talsperre ist Talsperre Oelsnitz (slawisch Ölschnitz, deutsch Erlenbach, Waldgebiet Ölsch). Der Name Untreusee wurde vom damaligen Oberbürgermeister Hans Heun vorgeschlagen und von den Ratsmitgliedern der Stadt Hof mehrheitlich abgesegnet.
Das meiste Wasser erhält der See von der Ölsnitz/dem Untreubach. Das Tal wird deshalb im Volksmund auch Untreutal genannt. Im Oberlauf fließt der Bach durch einen Wald zwischen Almbranz, Ahornberg und Konradsreuth, der seit dem Mittelalter den Flurnamen Untreu trägt. Diese Namensgebung wird spekulativ darauf zurückgeführt, dass der Wald die Grenze zwischen dem fränkischen Radenzgau und dem Regnitzland bildete und ein Überschreiten dieser Grenze Untreue gegen den Landesherren war.

## Stausee

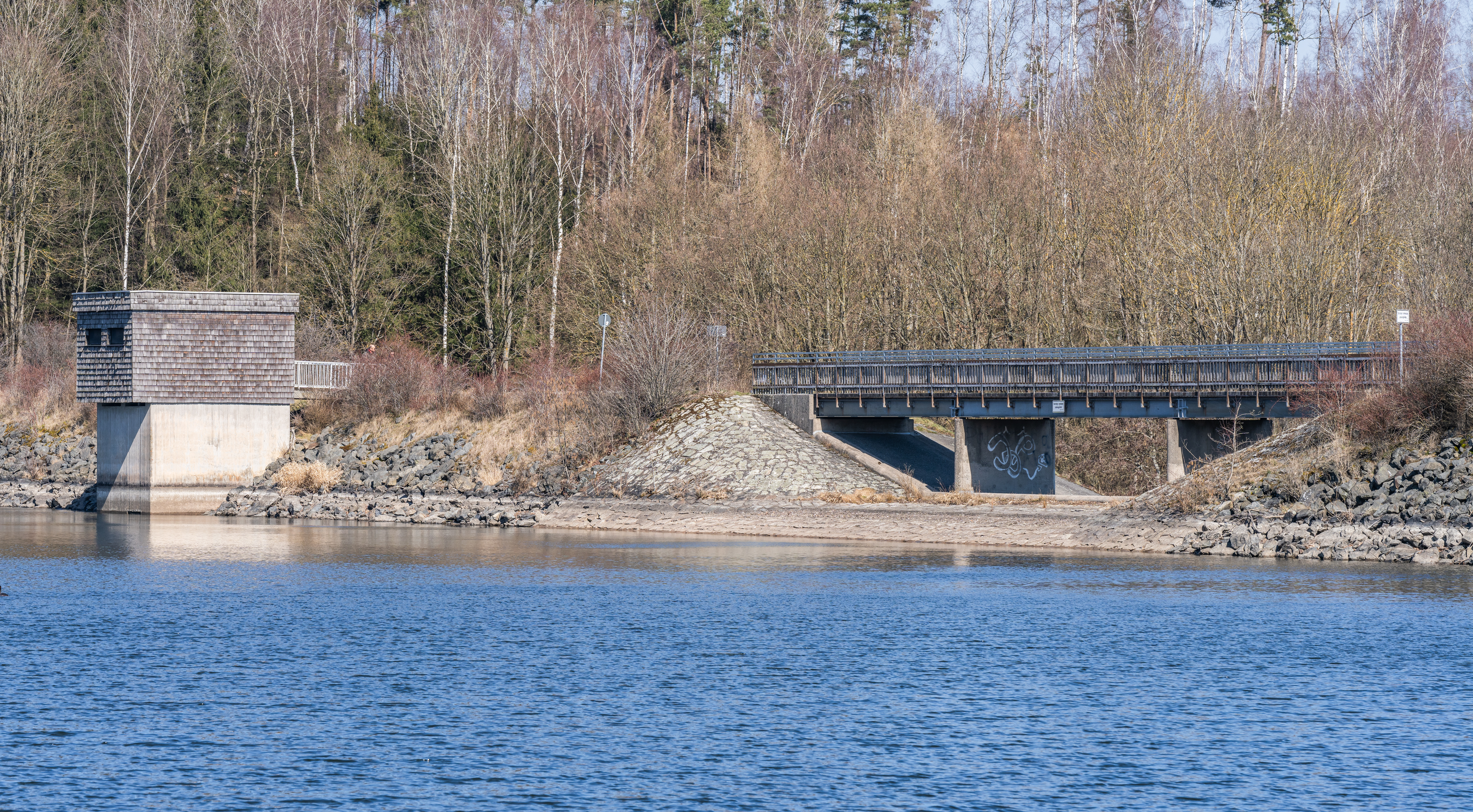
Staudamm

Im Rahmen der Grenzlandpolitik und als Pendant zur Neuanlage der Staumauer des Weißenstädter Sees wurden die Planungen für einen ähnlichen Naherholungssee nahe der Stadt Hof aufgenommen. Das Projekt war zwar ursprünglich für den Zweck der Niedrigwasseraufhöhung der Saale geplant worden, dem der Speicher auch als Nebenaufgabe nachkommt, allerdings wurde für diesen Zweck die mit 120 Hektar doppelt so große Förmitztalsperre errichtet, die rein wasserwirtschaftlichen Zwecken dient, nämlich der Niedrigwasserauffüllung. Parallel dazu sollte in den Sommermonaten das Saalewasser verdünnt werden aufgrund der starken Belastung mit Industrieabwässern.
Die Talsperre am Untreubach wurde ab 1976 angelegt und innerhalb von fünf Jahren vollendet. Geplant und gebaut wurde die Talsperre als Ölsnitztalsperre. Der See ist rund zwei Kilometer lang und 700 Meter breit und hat eine Wassertiefe von maximal 15 Metern. Bei normalem Stau nimmt er eine Fläche von 0,6 Quadratkilometern ein, das entspricht ungefähr 84 Fußballfeldern. Gestaut werden mehrere Bäche im Tal der Ölsnitz. Der Überlauf des Sees mündet knapp einen Kilometer hinter dem Staudamm zwischen dem Hofer Stadtteil Moschendorf und Döhlau als Ölsnitz in die Saale. Der Damm ist als Erddamm ausgeführt. Die Hochwasserentlastung hat einen festen Kronenüberlauf, über den eine Brücke führt. Die Vorsperre ist ein Biotop.

## Touristisches

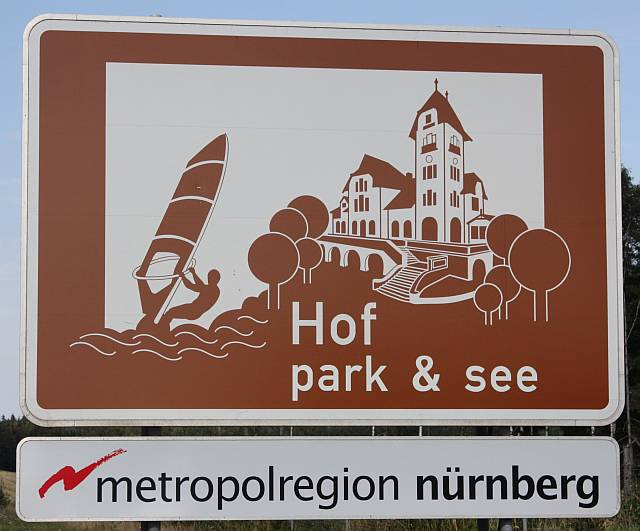
Unterrichtungstafel an den Autobahnen

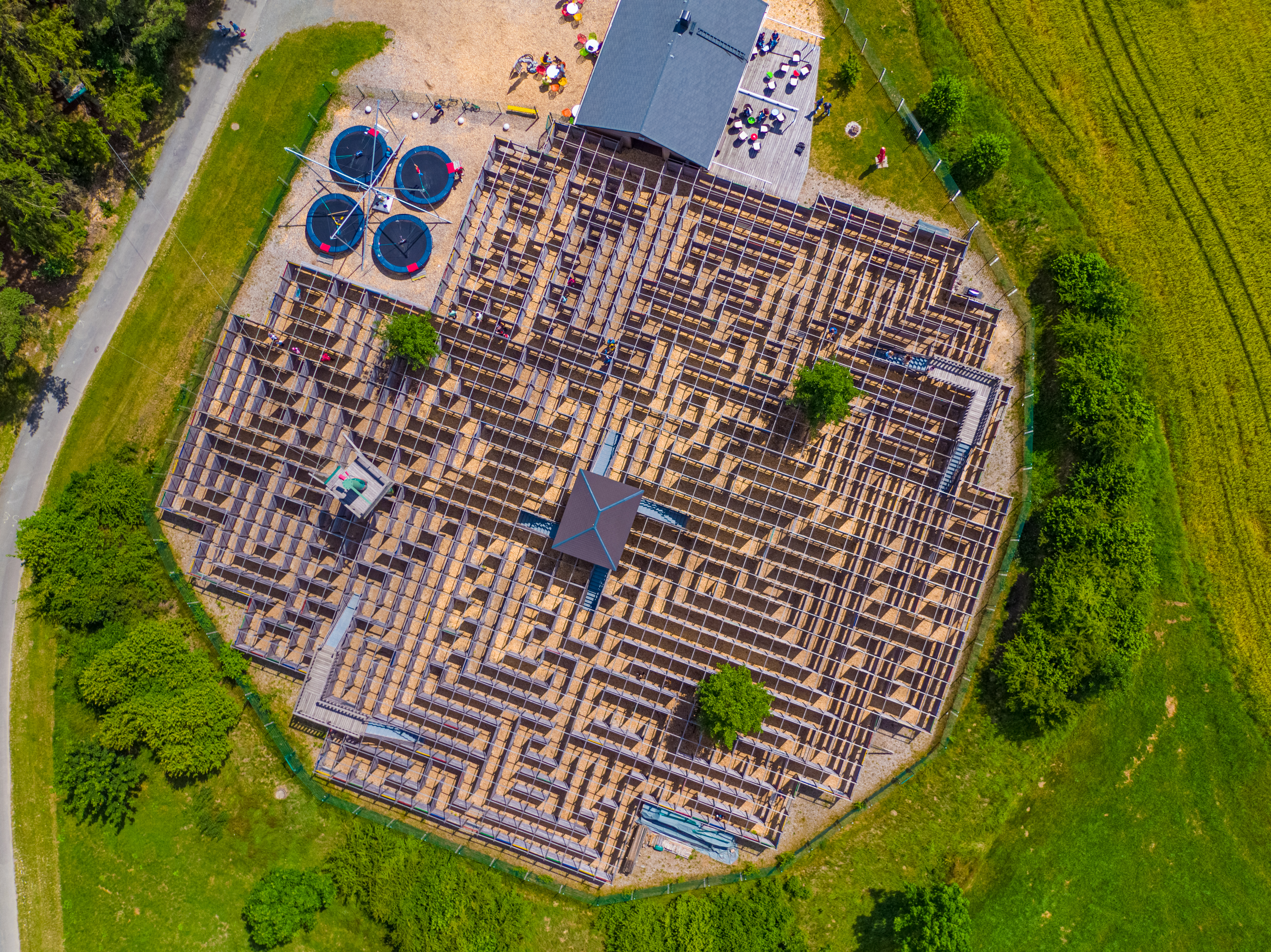
Ansicht des Labyrinths von oben

Es gibt Badeplätze mit ausgedehnten Liegewiesen und Gelegenheit für fast alle Wassersportarten wie Schwimmen, Rudern, Kanurennsport, Segeln, Surfen, Tretbootfahren und Angeln. Lediglich Motorboote sind verboten. Außerdem verfügt der Untreusee über einen Beachvolleyballplatz, einen Basketballcourt, eine Minigolfanlage und einen großen Spielplatz. Der bei Spaziergängern und Joggern gleichermaßen beliebte Rundwanderweg ist 6 Kilometer lang, eine Abkürzung, die über mehrere, durch Brücken verbundene Inseln führt, ist 4,4 Kilometer lang. In der Nähe des Sees gibt es einen im Jahr 2005 eröffneten Kletterpark, bei dem eine Seilfahrt auch über den See führt, und seit 2010 ein Labyrinth. An den Autobahnen A 9, A 72 und A 93 weisen Unterrichtungstafeln auf den Untreusee hin.

### Baden
Am Untreusee gibt es mehrere Badestrände. Der Hauptbadestrand mit Liegewiesen und großem Spielplatz befindet sich an der Badebucht neben der Sommergaststätte. Gebadet wird aber an allen Ufern rund um den See. Südlich der Staumauer liegt der Hundebadestrand. Am Südende des Untreusees, kurz vor dem Biotop, gibt es zwei Nacktbadeplätze. Darüber hinaus existiert ein für Surfer vorgesehener Bereich sowie eine Kinder-Badebucht. Die Wassertemperatur im Sommer beträgt zwischen 19 und 25 °C.

### Gastronomie

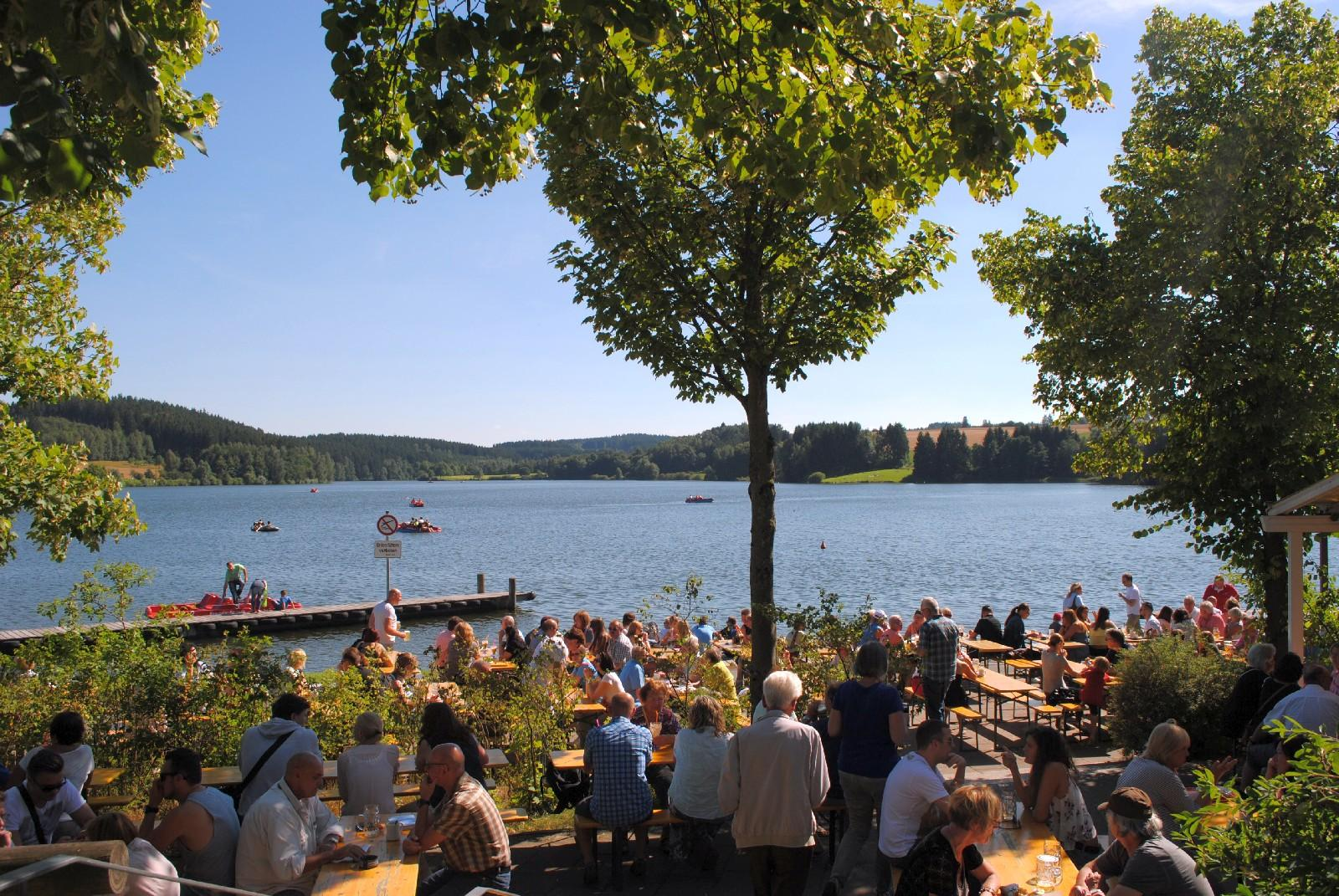
Wochenende am Untreusee

Eine Sommergaststätte mit Biergarten und über 1000 Sitzplätzen sorgt direkt am See für das leibliche Wohl, außerdem befindet sich am Fuß des Staudamms ein kleiner Imbissstand. Auf einer Anhöhe über dem Staudamm steht das Hotel am Untreusee. An Grillplätzen darf gegrillt werden.

### Sonstiges
Öffentliche Toiletten befinden sich in der Nähe des Beach-Volleyball-Platzes, sind jedoch nur zur Badesaison geöffnet. Außerdem sind Umkleidekabinen vorhanden. Der Untreusee verfügt über drei Parkplätze mit insgesamt ca. 720 Stellplätzen. Der größte Parkplatz befindet sich am Ende der Stelzenhofstraße.

## Sportveranstaltungen

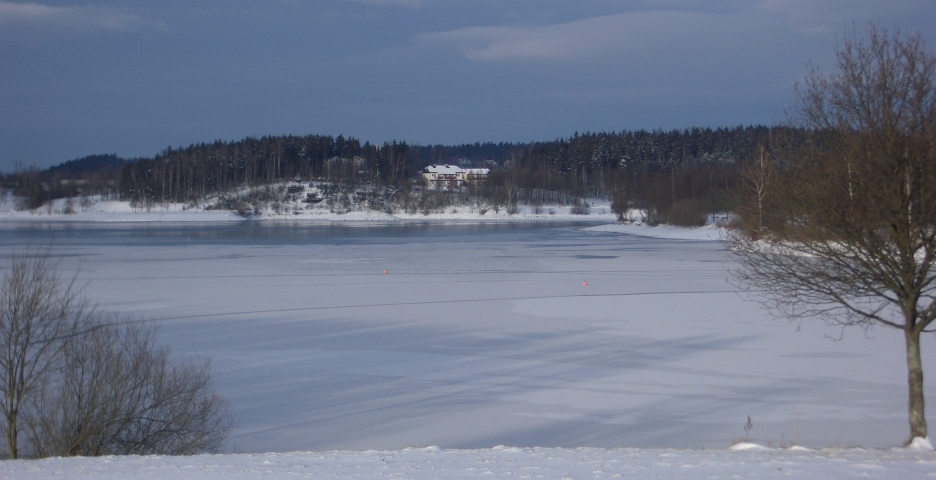
Der Untreusee im Winter: Vorne der fast zugefrorene See, hinten der Gasthof

Seit 1983 Jahren findet am Untreusee der Triathlon der IfL Hof über die Sprint- und Kurzdistanz statt, die zweitälteste, jährlich stattfindende Triathlonveranstaltung in Deutschland, die jährlich bis zu 750 Anfänger und Profis nach Hof zieht. 2005 gab es am Untreusee zum ersten Mal einen Kastenlauf der Hofer Studenten. Seit 2006 ist der Untreusee Teil des Park-&-See-Laufs, der am Theresienstein startet und über den Untreusee zurück zum Theresienstein führt. Ebenfalls seit dem Jahr 2006 findet auf dem See die Drachenbootregatta des Faltbootclubs Hof statt. Die mit Drachenkopf und -schwanz geschmückten Booten sind mit 14 bis 18 Paddlern und Paddlerinnen sowie Trommler und Steuermann/-frau besetzt. Auf der Distanz von 200 m oder Langstrecke (bis zu 3000 m) tragen die aus Freizeitsportlern, Firmenmitarbeitern oder Drachensportvereinen zusammengesetzten Mannschaften die Rennen aus.

## Entwicklungen in den 2010ern und 2020ern

Der Spielplatz am Untreusee (Mai 2025)

In dem jüngsten Abschnitt des Untreusees wurden mehrere Maßnahmen zur Attraktivitätssteigerung des Untreusees als Naherholungsgebiet ergriffen und einige Änderungen vorangebracht. Neben der Verschönerung wurde auch der Umfang an Rettungs- und Vorsichtsmaßnahmen erhöht. So sind nun die Badebereiche mit Warnschildern ausgestattet und es wurden zwei Notrufsäulen aufgestellt. Im Osten des Bereichs findet sich eine erneuerte Minigolfanlage, die Hofer Wahrzeichen stilistisch zeigt. 2017 wurde vom Hofer Rotary Club ein Eichenwäldchen gespendet. In der Nähe hiervon findet sich eine Stele mit Gedenken an die durch die COVID-19-Pandemie Verstorbenen. Die Gaststätte am Untreusee, nun "Die Wertschaft am See" wurde von neuen Betreibern übernommen.
In 2025 wurde eine kardioide Sitzgelegenheit aufgebaut, die sich mit Untreusee im Hintergrund als Fotomotiv eignet. Der alte Spielplatz im Norden wurde im Februar 2025 abgerissen und daran folgend durch ein Piratenschiff mit Zusatzelementen ausgestattet. Um den See herum findet man in Seeräubermanier Papageien auf Masten.
Ein weiterer Augenmerk liegt auf dem Umgang mit Kanadagänsen, die die Fauna vor Ort maßgeblich beeinflussen.
Aufgrund der finanziellen Lage der Stadt Hof sind Mängel oder veraltete Inhalte nicht immer auf den neuesten Stand zu bringen. Durch ehrenamtliches Engagement werden jedoch einige Wünsche dennoch realisiert. Zur Wiederinstandsetzung der Infrastruktur gehören die Renovierung der Biotopbrücken 2024 und voraussichtlich 2026 und der abgeschlossene Umbau der Sonnenterrassen für den erhobenen Blick über den See.

## Panoramen

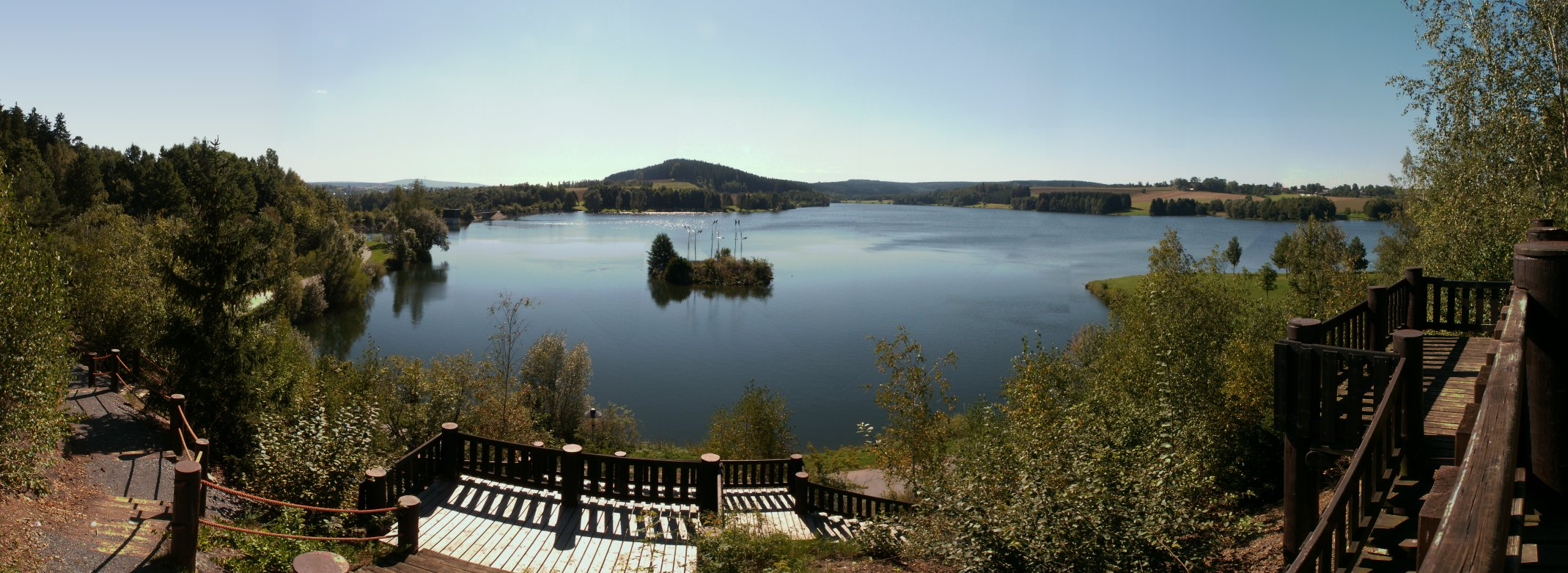
Panoramablick auf den Untreusee

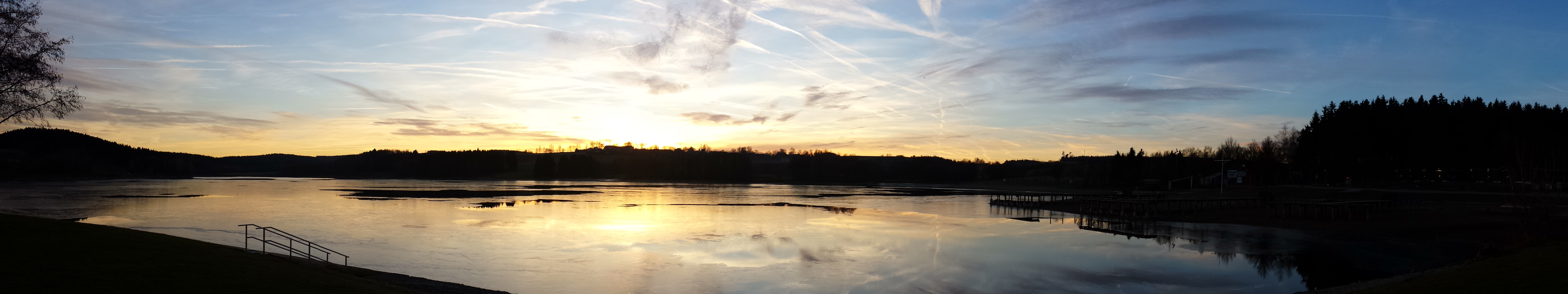
Panoramablick auf den Untreusee bei Sonnenuntergang

## Galerie mit Angebot

Herz mit Blick auf See
Minigolfanlage mit Bismarckturm im Foto
Umstrittene Kanadagänse bei der Federpflege
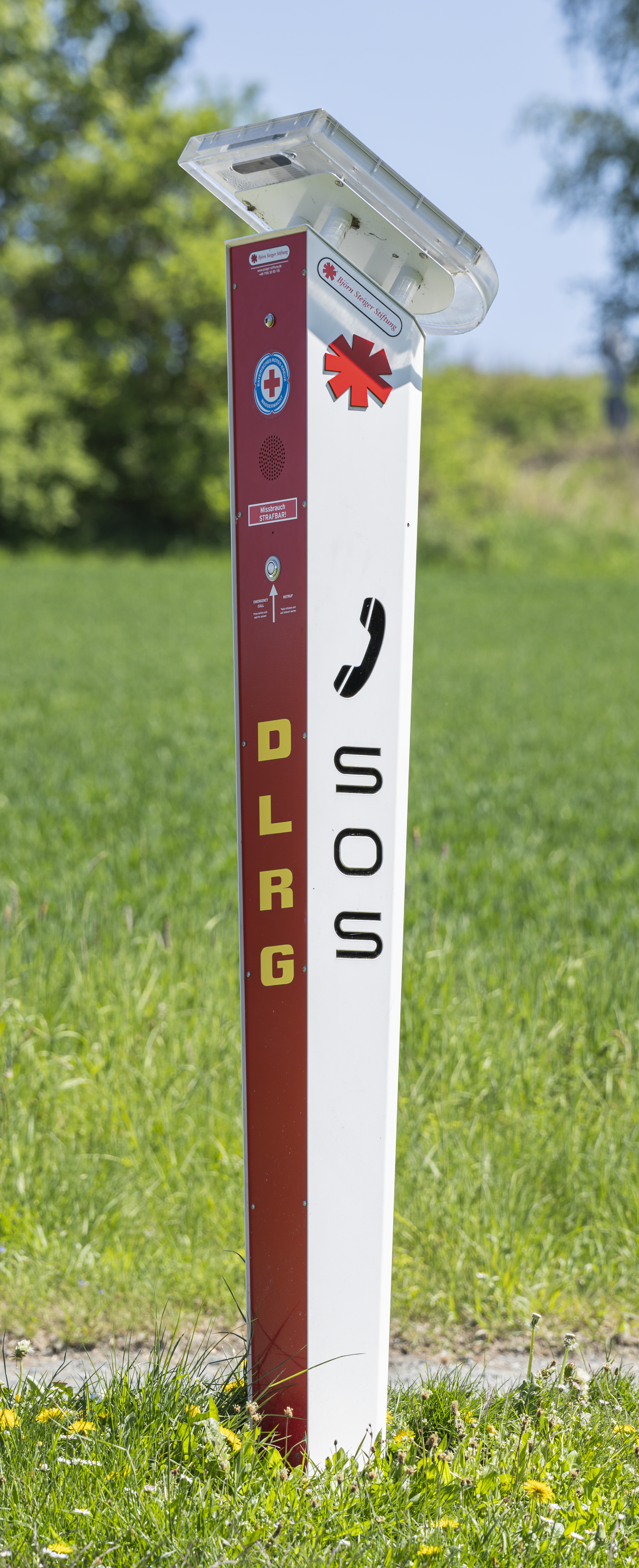
Aufgestellte Notrufsäule
Gedenkstele
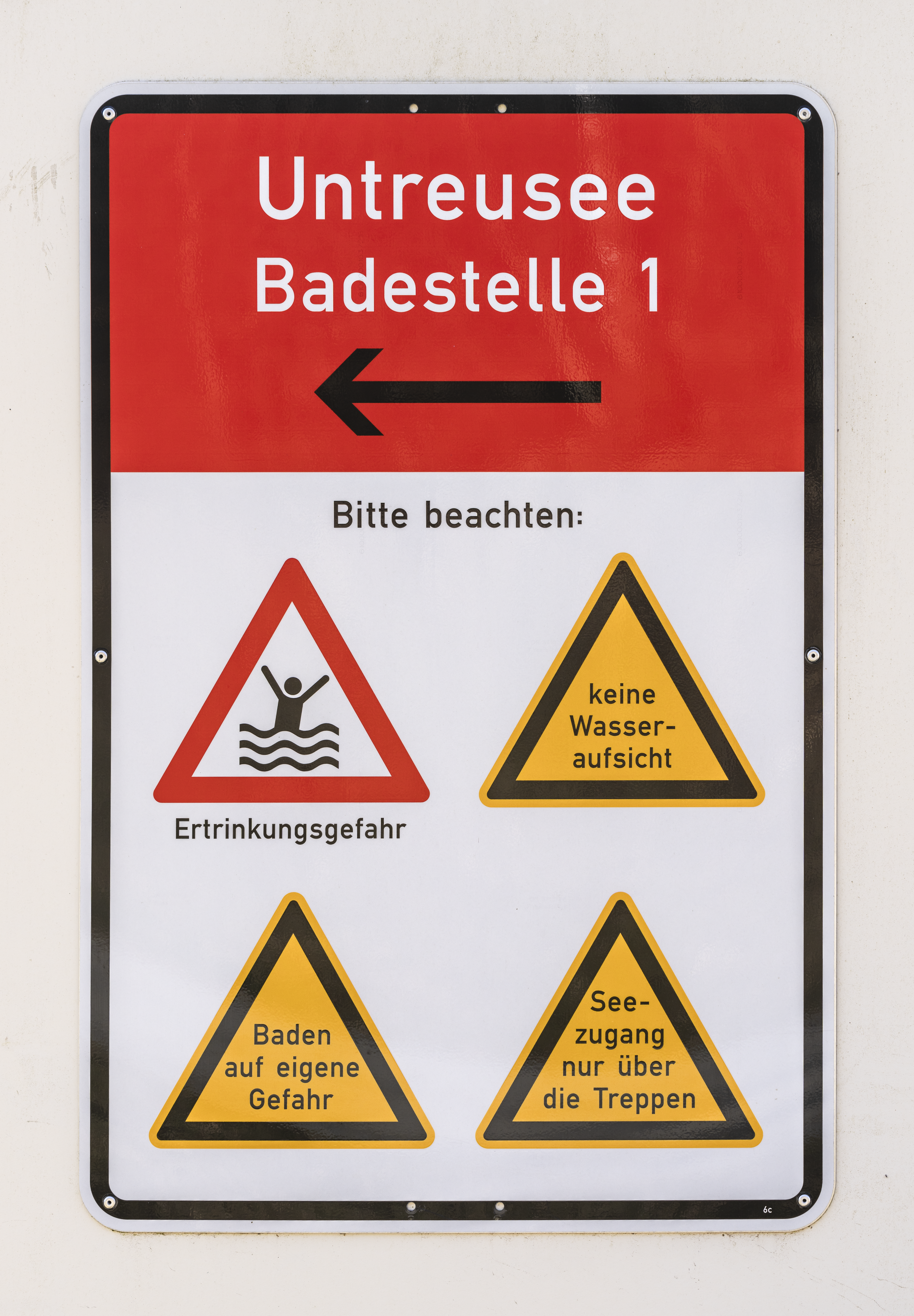
Badestelle 1 mit Warnhinweisen
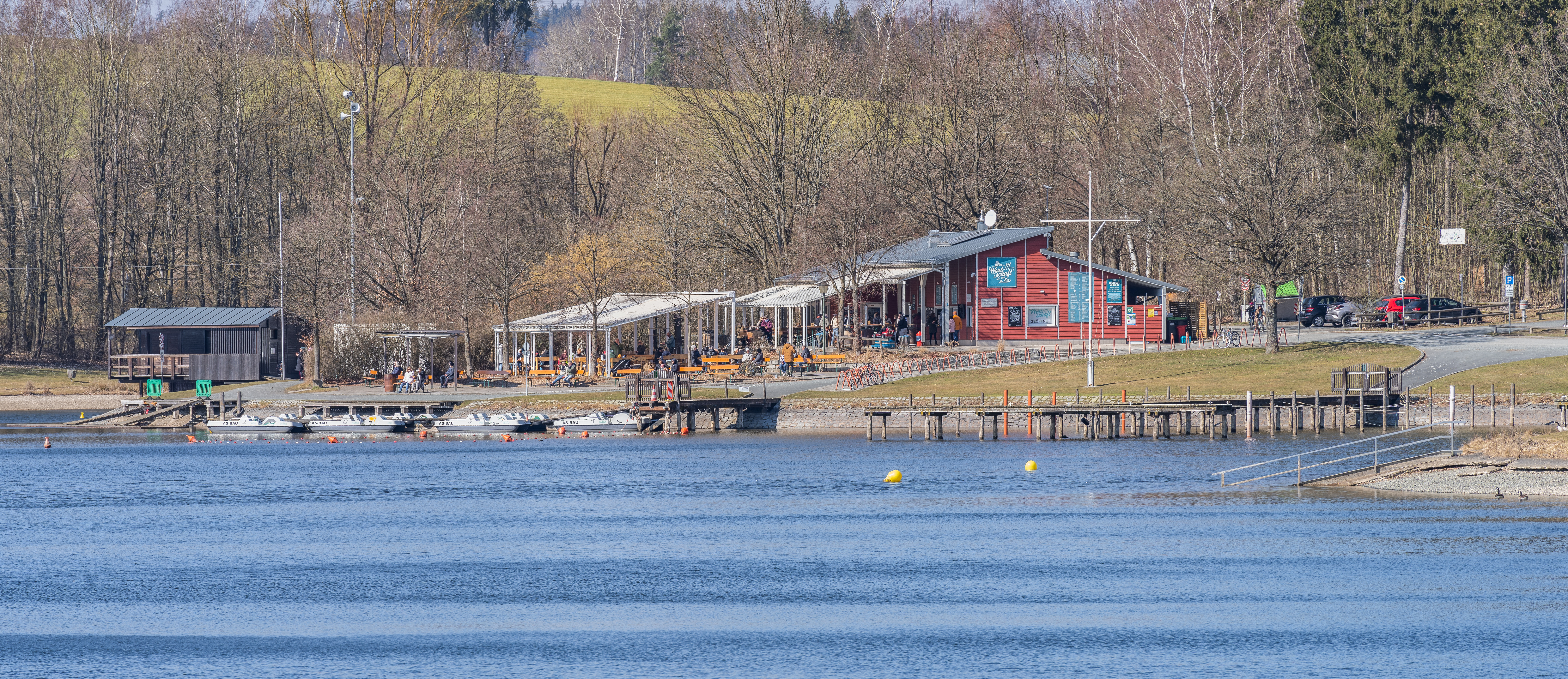
Die Wertschaft am See